# Propithecus coquereli
Il sifaka di Coquerel (Propithecus coquereli A. Grandidier, 1867) è una specie di lemure diurno di medie dimensioni appartenente alla famiglia Indriidae, originario del Madagascar nord-occidentale. 
Il sifaka di Coquerel era un tempo considerato una sottospecie del sifaka di Verreaux (Propithecus verreauxi), prima di essere riconosciuto come una specie a pieno titolo. È elencato come in pericolo critico nella Lista Rossa IUCN a causa della perdita dell'habitat e della caccia.
Il sifaka di Coquerel è diventato famoso nella cultura popolare grazie al personaggio di Zoboomafoo dell'omonima serie TV per bambini.

## Etimologia
Il nome è un omaggio all'entomologo francese Charles Coquerel (1822-1867).

## Descrizione
Il mantello del sifaka di Coquerel è generalmente folto, con una colorazione bianca su dorso, testa e coda mentre gli arti sono di color marrone, con macchie del medesimo colore sul petto. Il volto è nudo e dalla pelle scura, fatta eccezione per una caratteristica macchia di pelo bianco lungo il dorso del naso. Anche le orecchie sono prive di peli e scure, mentre i suoi occhi sono gialli o arancioni. Anche la parte inferiore delle mani e dei piedi di questo animali sono prive di peli e hanno pelle scura. Come tutti i lemuri, anche il sifaka di Coquerel presenta denti incisivi inferiori a pettine, usati per la toelettatura e talvolta per raschiare la polpa della frutta dai noccioli.

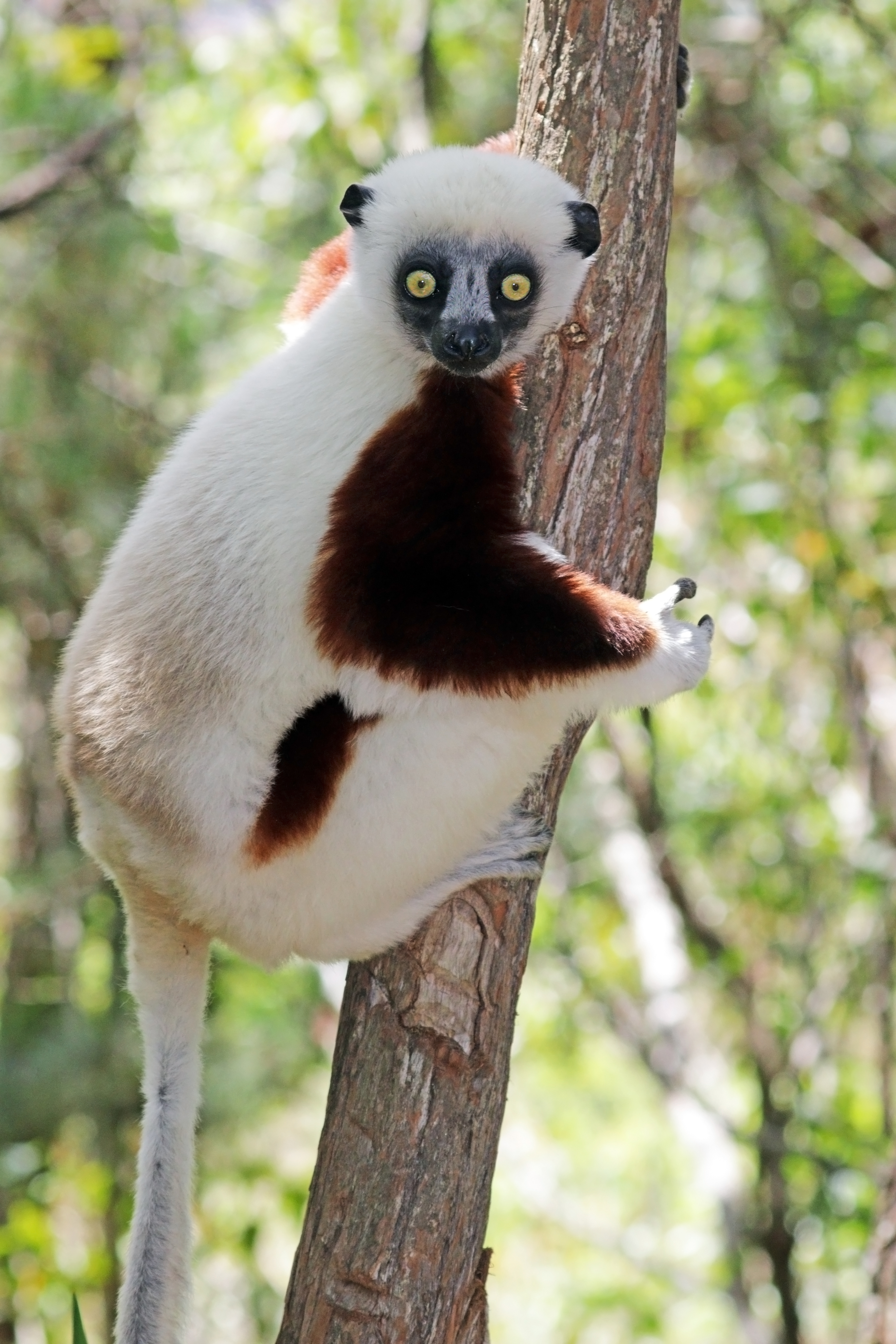
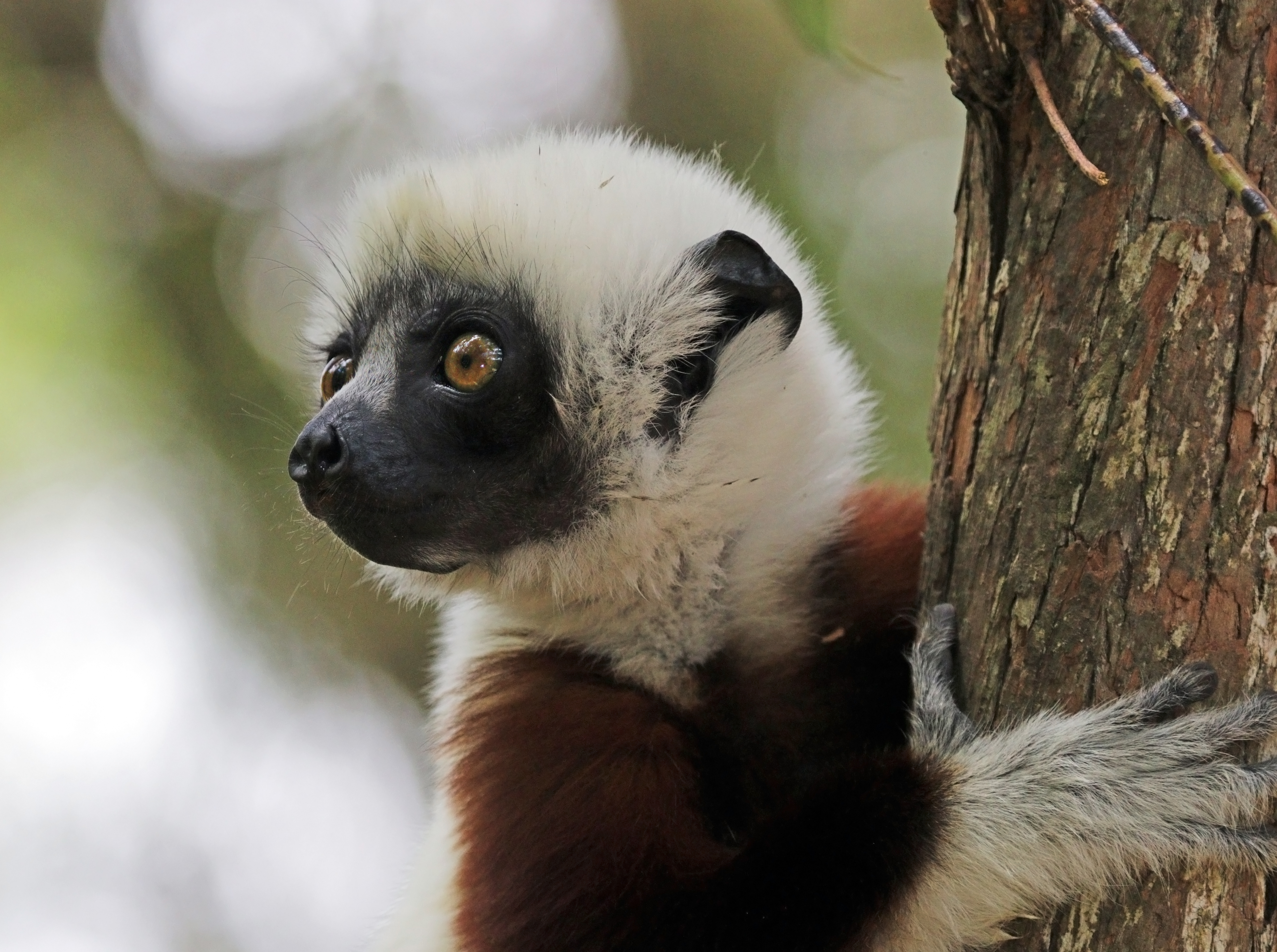
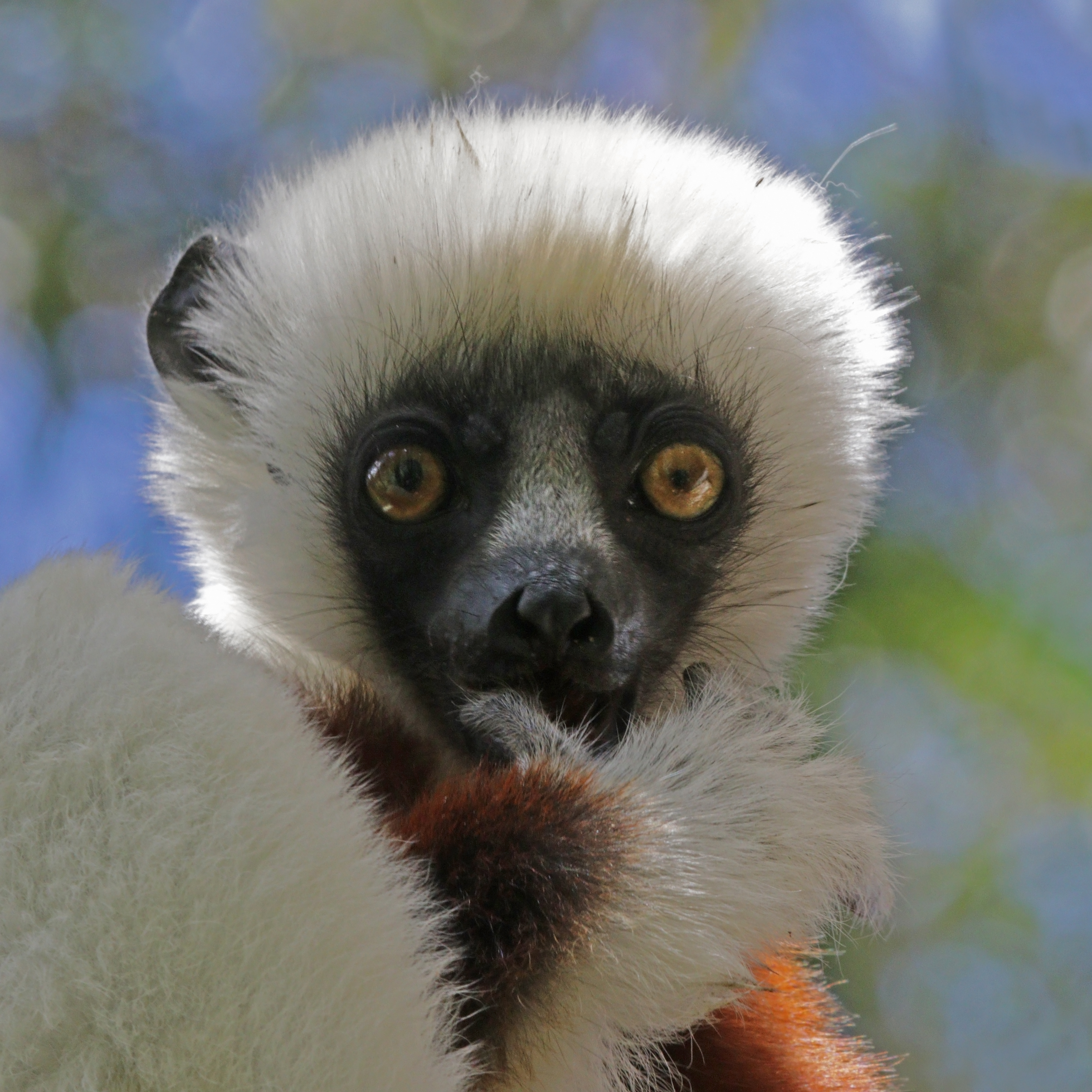

## Distribuzione e habitat
Questa specie vive ad altitudini inferiori ai 91 metri nelle foreste decidue secche del Madagascar nord-occidentale, comprese le foreste costiere. Il suo areale si espande dal fiume Betsiboka fino al fiume Maevarano. Ampie indagini sulla distribuzione della specie condotte nel 2009, 2010 e 2011 hanno portato alla conferma della sua presenza nella maggior parte dei frammenti di foresta tra questi fiumi. Tuttavia, i suoi limiti di distribuzione orientali non sono chiari. Tra i fiumi Sofia e Bemarivo, la specie è stata segnalata due volte come assente. Allo stesso modo, la parte meridionale del sistema interfluviale tra i fiumi Bemarivo e Betsiboka, dove si sa poco sulla presenza della specie, richiede indagini.
I gruppi di questa specie hanno un'area di distribuzione domestica che ammonta a 9,9-22,2 acri. Uno studio del 2014 nel Parco nazionale di Ankarafantsika suggerisce che le densità di popolazione variano da 5 a 100/km2, con chiari effetti negativi posti dalla presenza limitrofa di strade. La dimensione della popolazione potrebbe essere di circa 47.000 individui nel Parco nazionale di Ankarafantsika. Tuttavia, la specie è frequentemente osservata intorno ai villaggi e in aree dominate da specie arboree introdotte.

## Biologia

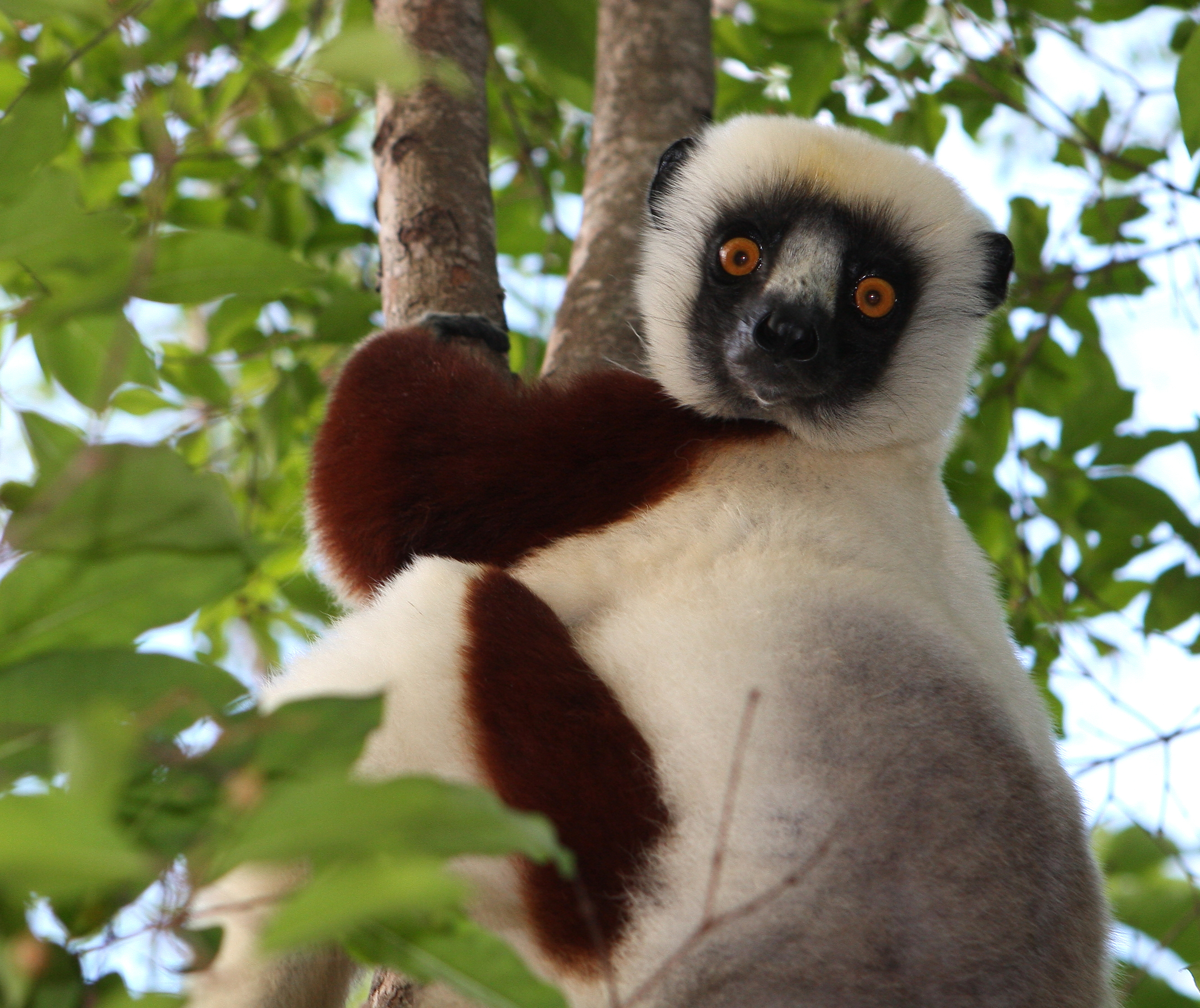
Esemplare nel Madagascar settentrionale

Il sifaka di Coquerel vive in gruppi matriarcali che comprendono dai tre ai dieci individui. È diurno e principalmente arboricolo. Molti aspetti del suo comportamento sono noti grazie ad osservazioni di esemplari in natura e in cattività.

### Alimentazione
La dieta è costituita da foglie, germogli, fiori e frutti.

### Comunicazione
Utilizza differenti tipi di vocalizzazioni.

### Riproduzione
Al pari degli altri lemuri i P. deckeni sottostanno ad una stretta stagionalità riproduttiva: le femmine sono ricettive per pochi giorni all'anno, in febbraio-marzo. Dopo una gestazione di 4-5 mesi danno alla luce in media un piccolo ogni 2 anni

## Classificazione
In passato era considerato una sottospecie di Propithecus verreauxi (Propithecus verreauxi ssp. coquereli); recenti studi ne hanno definito il carattere di specie a sé stante.

## Conservazione
La IUCN Red List considera Propithecus coquereli come specie in pericolo critico di estinzione (Critically Endangered).
È protetta nelle aree del Parco nazionale di Ankarafantsika e della Riserva Speciale di Bora.